# Крупнов Ігор Геннадійович
Крупнов Ігор Геннадійович — радянський і український кінооператор.

## Біографічні відомості
Народився 10 лютого 1957 р. в Києві. Закінчив Всесоюзний державний інститут кінематографії (1989). 
У 1974—1991 рр. працював на Київській кіностудії ім. О. П. Довженка.
Член Національної спілки кінематографістів України.

## Фільмографія
- «Сімейне коло» (1979, асистент оператора комб. зйомок)
- «Зоряне відрядження» (1982, асистент оператора)

Зняв стрічки:
- «Золотий ланцюг» (1986, комбін. зомки у співавт.)
- «Імпровізатор» (1987, к/м)
- «Кордон на замку» (1988, к/м),
- «Транзит» (1990)
- «Кисневий голод» (1991, оператор-постановник) та ін.